# 悲しみをやさしさに
「悲しみをやさしさに」（かなしみをやさしさに）は、日本の音楽ユニット・little by littleの1作目のシングル。

## 概要
- メジャーデビューシングル。
- 表題曲はアニメ『NARUTO-ナルト-』の第3期オープニングテーマに起用され、自身初のアニメタイアップを手掛けた。
- 初回仕様特典として『NARUTO-ナルト-』オリジナルカレンダーが同梱されていた。
- オリコン初登場6位を獲得。デビューシングルにして初のオリコントップ10入りを記録した。

## 収録内容
| 全作詞: tetsuhiko。 |                                                      |           |                     |            |                                |      |
| #                   | タイトル                                             | 作詞      | 作曲                | 編曲       |                                | 時間 |
| 1.                  | 「悲しみをやさしさに」                               | tetsuhiko | tetsuhiko、十川知司 | tasuku     | ストリングスアレンジ: 村山達哉 | 4:00 |
| 2.                  | 「Ireland fortune market」                           | tetsuhiko | tetsuhiko           | tasuku     |                                | 5:19 |
| 3.                  | 「home town」                                        | tetsuhiko | tetsuhiko           | 橋本由香利 |                                | 4:15 |
| 4.                  | 「悲しみをやさしさに (NARUTO -ナルト- Opening MIX)」 | tetsuhiko |                     |            |                                | 1:31 |
| 合計時間:           | 合計時間:                                            | 合計時間: | 合計時間:           | 合計時間:  | 15:05                          |      |

## 参加ミュージシャン
little by little
- hideco：Vocals (#1,2,3)
- tetsuhiko

Additional Musician
- tasuku：Guitar & Bass (#1,4)
- 八橋義幸：Guitar (#3)
- 野崎真助：Drums (#1,4)
- 村山/桐山ストリングス：Strings (#1,4)

## タイアップ
- テレビ東京系列アニメ『NARUTO-ナルト-』第3期オープニングテーマ (#1)

## 収録アルバム
- Sweet Noodle Pop (#1,3)
- NARUTO-ナルト- Best Hit Collection (#1)
- NON-STOP NARUTO (#1)
- クライマックス アニメ・ヒッツ (#1)
- アニソンLOVE! 蒼組 (#1)
- 週刊少年ジャンプ50th Anniversary BEST ANIME MIX vol.2 (#1)

## カバー
- 多田李衣菜（青木瑠璃子） - アルバム『THE IDOLM@STER CINDERELLA MASTER Cool jewelries! 001』収録。